# Tangara (släkte)
Tangara är ett stort fågelsläkte i familjen tangaror inom ordningen tättingar: Det omfattar numera vanligen 28 arter som förekommer i Latinamerika:
- Blåtangara (T. vassorii)
- Berylltangara (T. nigroviridis)
- Paljettangara (T. dowii)
- Dariéntangara (T. fucosa)
- Blåbrynad tangara (T. cyanotis)
- Brunkindad tangara (T. rufigenis)
- Grönglanstangara (T. labradorides)
- Rosthuvad tangara (T. gyrola)
- Rostvingad tangara (T. lavinia)
- Guldörad tangara (T. chrysotis)
- Saffranskronad tangara (T. xanthocephala)
- Brandkronad tangara (T. parzudakii)
- Blåskäggig tangara (T. johannae)
- Guldbröstad tangara (T. schrankii)
- Guldtangara (T. arthus)
- Smaragdtangara (T. florida)
- Silverstrupig tangara (T. icterocephala)
- Prakttangara (T. fastuosa)
- Turkoshuvad tangara (T. seledon)
- Rödhalsad tangara (T. cyanocephala)
- Mässingstangara (T. desmaresti)
- Turkosbröstad tangara (T. cyanoventris)
- Gråvit tangara (T. inornata)
- Amazontangara (T. mexicana)
- Vitbukig tangara (T. brasiliensis)
- Paradistangara (T. chilensis)
- Opalkronad tangara (T. callophrys)
- Opalgumpad tangara (T. velia)

Tidigare inkluderades även arterna i släktena Ixothraupis, Poecilostreptus, Chalcothraupis och Stilpnia. Genetiska studier visar dock dels att även släktet Thraupis ingår i denna större gruppering, dels att de olika utvecklingslinjena är relativt gamla. De flesta taxonomiska auktoriteter har därför valt att dela upp Tangara i flera mindre släkten och denna linje följs här. BirdLife International expanderar dock istället Tangara till att även omfatta Thraupis.